# Ga Chợ Yongin Jungang
Ga Chợ Yongin Jungang (tiếng Hàn: 용인중앙시장역; Hanja: 龍仁中央市場驛) là ga của Đường sắt nhẹ Yongin ở ở Gimnyangjang-dong, Cheoin-gu, Yongin-si, Gyeonggi-do.

## Lịch sử
- 26 tháng 4 năm 2013: Với việc khai trương Đường sắt nhẹ Yongin, Ga Sân vận động–Cao đẳng Songdam bắt đầu hoạt động.
- 29 tháng 1 năm 2024: Tên ga Đường sắt nhẹ Yongin đổi từ Ga Sân vận động–Cao đẳng Songdam thành Ga Chợ Yongin Jungang (Đại học Khoa học và Nghệ thuật Yongin)

## Bố trí ga
| Gimnyangjang ↑ |
| \| N/B         |
| ↓ Gojin        |

| Hướng Bắc | ●Tuyến EverLine | ← Hướng đi Tòa thị chính–Đại học Yongin · Chodang · Dongbaek · Giheung |
| Hướng Nam | ●Tuyến EverLine | → Hướng đi Gojin · Bopyeong · Dunjeon · Jeondae–Everland →             |

## Xung quanh nhà ga
- Bến xe buýt công cộng Yongin
- Trường tiểu học Yongin
- Trường tiểu học Yongma
- Trường trung học cơ sở Taeseong
- Trường trung học Taeseong
- Đại học Khoa học và Nghệ thuật Yongin
- Khu liên hợp thể thao Yongin
- Nhà thi đấu trong nhà Yongin (Sân nhà của Yongin Samsung Life Insurance Bloomings, đội bóng rổ chuyên nghiệp nữ)
- Công viên trung tâm Yongin
- Huyndai APT
- Dubbo APT
- Dongnam APT
- Mapyeong Woosung APT
- Phức hợp Mapyeong Jugong 1 APT
- Life APT
- Xi APT

## Hình ảnh

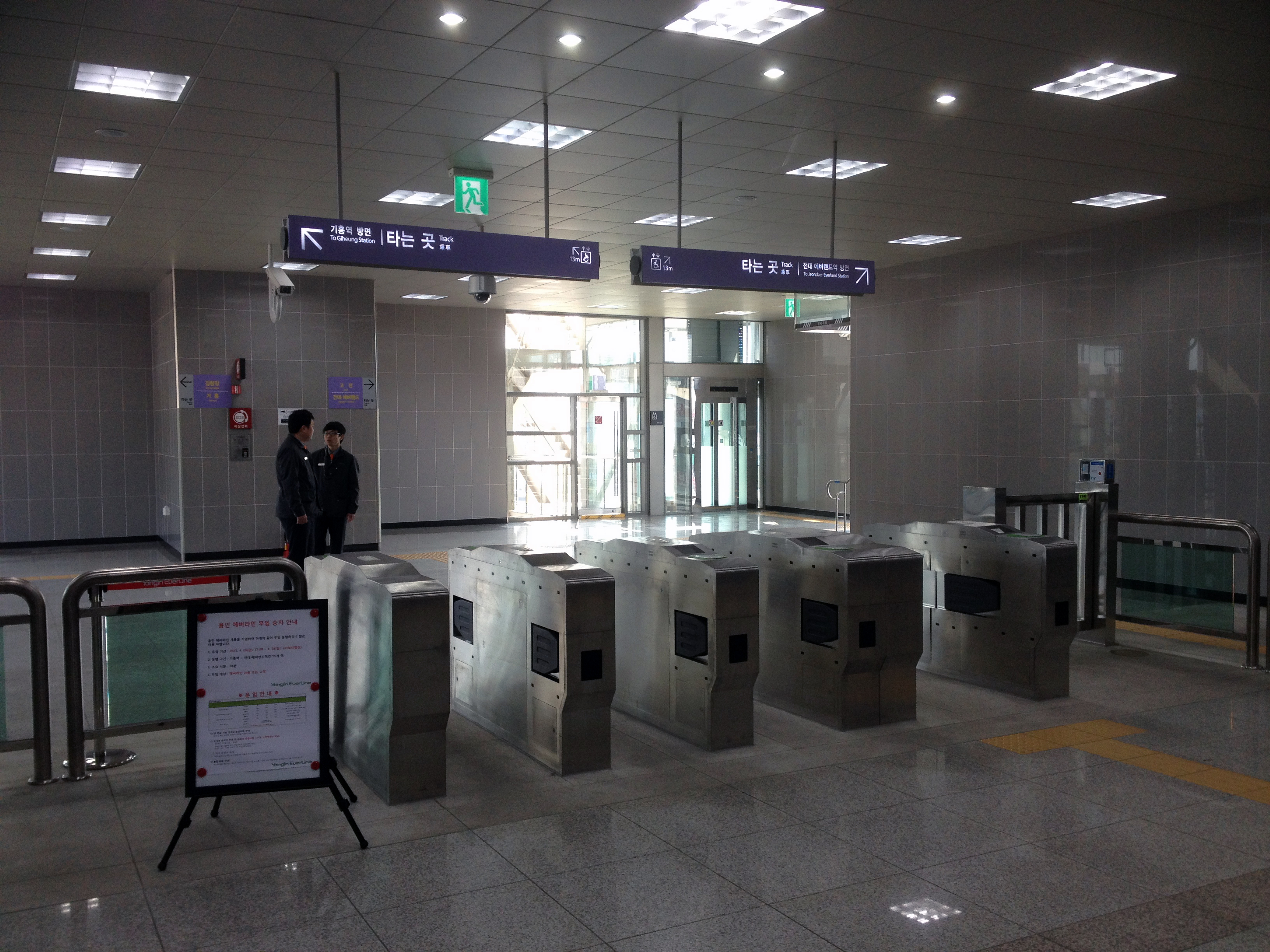
Cửa soát vé
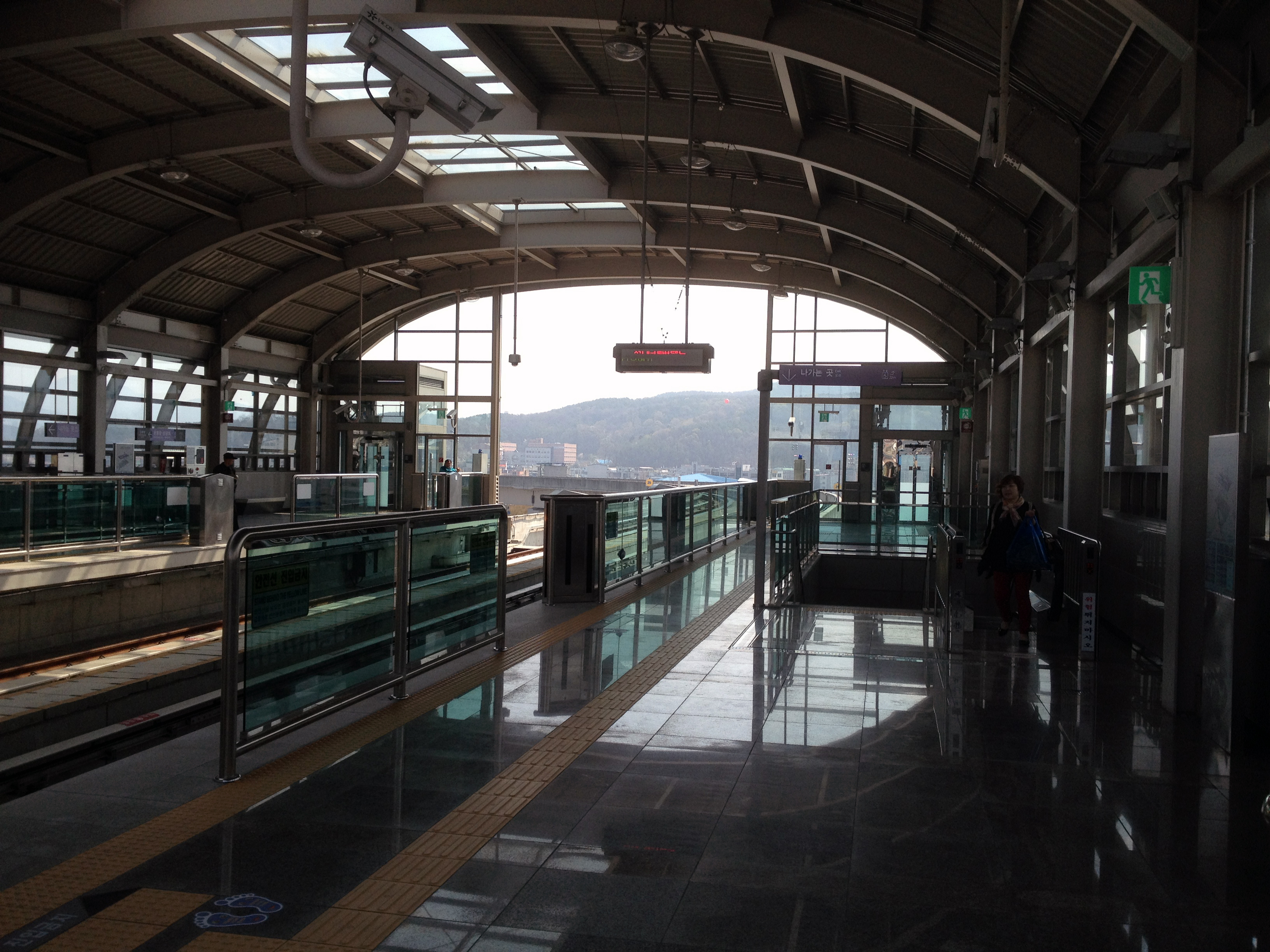
Sân ga (Trước khi lắp đtặ cửa chắn)

## Liên kết
- (tiếng Hàn) Thông tin ga Lưu trữ ngày 12 tháng 11 năm 2014 tại Wayback Machine từ Everline